# Урания Алиломова
Урания Алиломова е гръцка комунистка, активистка на славомакедонските структури в страната в годините на Гражданската война (1946 - 1949).

## Биография
Родена е като Урания Раковска в леринското село Пътеле, на гръцки Агиос Пантелеймонас. По времето на окупацията в годините на Втората световна война (1941 - 1945) е член на Националната общогръцка огранизация на младежите (ЕПОН). В 1945 година влиза в Антифашисткия фронт на жените на Народоосвободителния фронт. През март 1948 година става редактор на списанието на Фронта „Нова македонка“. През април същата година е избрана за член на Главния комитет на АФЖ.